# Worławki (powiat bartoszycki)
Worławki – osada w Polsce położona w województwie warmińsko-mazurskim, w powiecie bartoszyckim, w gminie Górowo Iławeckie przy drodze wojewódzkiej nr 512.
W latach 1975–1998 miejscowość administracyjnie należała do województwa olsztyńskiego.